# دشت کارستی

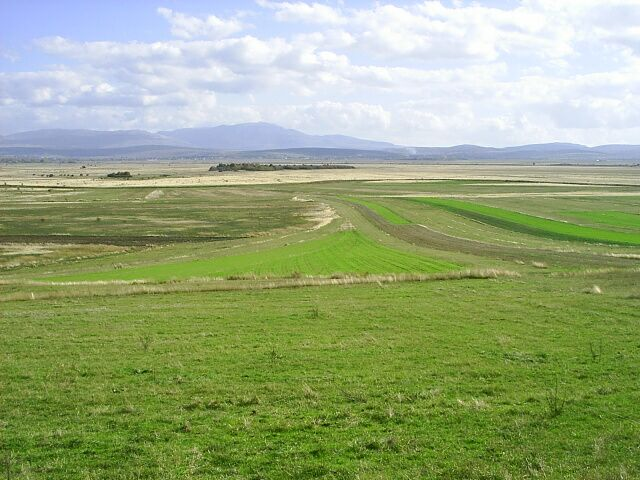
پولیه لیوانجسکو در ناحیه بوسنی که بزرگ‌ترین پولیه دنیا است. کوه دینارا در پس‌زمینه عکس دیده می‌شود.

دشت کارستی (انگلیسی: ٰKarst field) یا پولیه (Polje) به دشت‌های هموار بزرگی گفته می‌شود که در مناطق زمین‌شناختی کارستی یافت می‌شوند و مساحت آنها اغلب از ۵ تا ۲۰۰ کیلومتر مربع می‌رسد. واژه پولیه از زبان‌های اسلاوی گرفته شده و به معنای دشت است، در حالی که این واژه در زبان انگلیسی به طور خاص برای اشاره به دشت‌های کارستی به کار می‌رود.

## زمین‌شناسی
پولیه در زمین‌شناسی به چاله‌ای با بستر هموار و وسیعی گفته می‌شود که از سنگ آهک کارستی تشکیل شده و محور طولی آن موازی با محور روند ساختمان زمین‌شناسی اصلی منطقه است و طول آن می‌تواند چندین کیلومتر برسد. نهشته‌های سطحی در کف این دشت رسوب‌گذاری کرده و تخلیه آب آن ممکن است به صورت آب سطحی (در پولیه‌های باز) یا به‌وسیله گودال‌های سطحی که پونور نامیده می‌شوند (در پولیه‌های بسته) انجام شود. معمولاً گودال‌ها نمی‌توانند تمام جریان آب را منتقل کرده و در نتیجه پولیه به شکل دریاچه فصلی ظاهر می‌شود. ساختار برخی پولیه‌ها به ساختمان زمین‌شناسی منطقه وابسته است ولی برخی دیگر از پولیه‌ها نتیجه انحلال ثانوی سنگ‌ها هستند.
دشت ارژن در استان فارس ایران نمونه‌ای از پولیه کارستی است.